# Kanotjakt

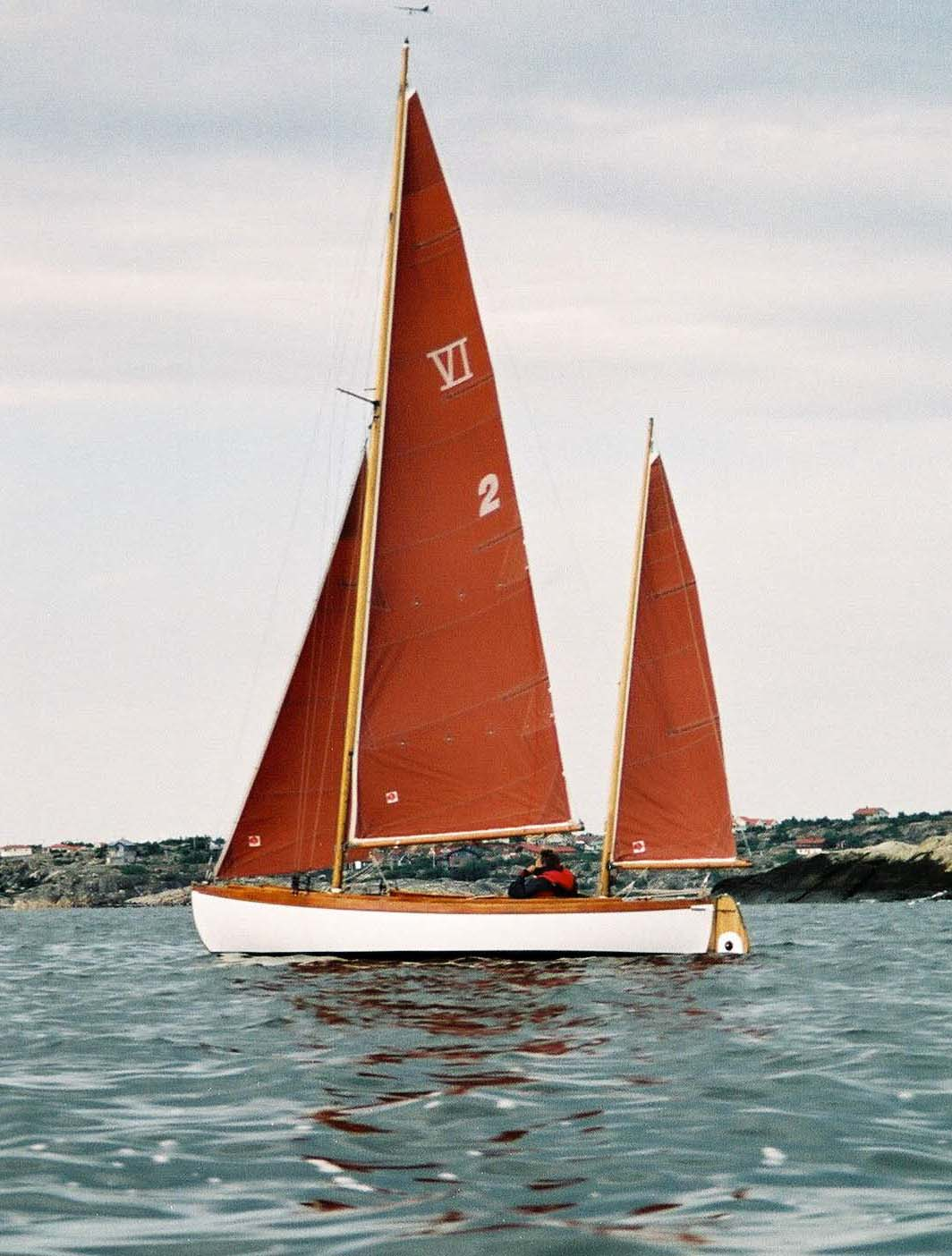
Kanotjakten Juliana

Kanotjakt är en barlastad segelkanot som är större och tyngre än en D-kanot. Kanotjaktens mått och form är inte preciserade i någon regel förutom de grundläggande kraven för segelkanoter; spetsig för och akter, uppdragbart roder och centerbord. Dessa båtar är mer komfortabelt utrustade än övriga segelkanotsklasser, men har ändå segelkanotens fördelar med litet djupgående vilket gör skärgården oändligt mycket större. Kanotjakter finns till största delen på västkusten och kappseglas framför allt på Göteborgs Kanotförening.
Se vidare under Segelkanot och Kanotsegling